# Péter Farkas
Péter Farkas (ur. 14 sierpnia 1968 w Budapeszcie) – węgierski zapaśnik w stylu klasycznym.
W 1988 został młodzieżowym mistrzem Europy. Na Igrzyskach Olimpijskich w Barcelonie w 1992 zdobył złoty medal. Zajął siedemnaste miejsce w Atlancie 1996. Do jego osiągnięć należą również dwa tytuły mistrza świata (1990, 1991). Ma w swoim dorobku także dwa medale Mistrzostw Europy: złoty (1991) i srebrny (1996). Dwukrotnie był mistrzem Węgier (1988, 1989).
W 2008 wraz z bratem Karolym został skazany przez węgierski sąd na karę więzienia za handel narkotykami – była to jedna z największych afer narkotykowych na Węgrzech. Tuż przed odczytaniem wyroku udało mu się jednak wraz z bratem uciec z sali rozpraw. Zatrzymano go jednak w Andorze 26 grudnia 2009.